# Robert Pernet
Robert Pernet, auch Johnny Pernet, (* 15. Oktober 1940 in Brüssel; † 27. Februar 2001) war ein belgischer Jazz-Schlagzeuger des Modern Jazz, Jazzhistoriker und Diskograph. Pernet ist vor allem bekannt als Historiker des belgischen Jazz, worüber er das Standardwerk 1967 veröffentlichte (in Französisch), dessen Diskographie (damals aus rund 2000 Platten) er 1999 separat und aktualisiert herausgab.

## Leben und Wirken
Als Jazzschlagzeuger spielte er seit 1960 im Quartett des Saxophonisten Babs Robert, mit dem Pianisten Johnny Brouwers und dem Bassisten Paul Dubois. Mit ihnen trat er auf dem Montreux Jazz Festival 1967 auf; dort wurde er für die beste Schlagzeugbegleitung ausgezeichnet. 1969 gastierte er wieder auf dem Festival in Montreux im Trio Three-Logy mit Philip Catherine (mit dem er bereits zuvor aufnahm) und Freddie Deronde; Außerdem spielte er mit Toots Thielemans, Fats Sadi, Lou Bennett, Rita Reys und Pim Jacobs, Lennart Johnson, Bobby Jaspar, Jacques Pelzer, Tete Montoliu, Tubby Hayes, Attila Zoller, Jack Sels, Nathan Davis, den Lecuano Cuban Boys, Charles Loos, Don Cherry, Stephane Grappelly, Herman Sandy, René Thomas, John Ouwerx und anderen. Mit Catherine spielte er schon zum Beispiel 1958 im Rose Noire in Brüssel und nahm 1968 eine EP auf (NMC Records, mit Adriano Pateri am Klavier und Freddie Deronde am Bass). Noch Anfang der 1980er Jahre spielte er mit Charles Loos und Jean-Louis Rassinfosse, trat aber in den letzten zwanzig Jahren seines Lebens nicht mehr auf. Tom Lord führt acht Aufnahmen von 1966 bis 1973 an.
Ab 1980 konzentrierte er sich auf seine Arbeit an der belgischen Jazz-Diskographie. Pernet unternahm für sein Buch umfangreiche Forschungen und Suchen zum Beispiel nach Ragtime-Klavierrollen und Aufnahmen aus der Frühzeit des Jazz in Belgien und obskure Tanzbands vom Anfang des 20. Jahrhunderts. Er arbeitete sechs Jahre intensiv an seinem Buch und interviewte dabei viele Veteranen der belgischen Jazzszene. Zur Überarbeitung des Textteils seiner belgischen Jazzgeschichte kam er nicht mehr.
Er war Autor für den New Grove Dictionary of Jazz (Macmillan, Herausgeber Barry Kernfeld, 1988), wo er die biographischen Artikel von 37 belgischen Jazzmusikern anfertigte; weiter schrieb er für Jazz- und Spezialzeitschriften wie das Magazin Record Memory Club, schrieb Liner Notes und beriet Radio- und Fernsehen in Belgien im Jazz (so für die flämische Fernsehsendung bei BRT Jazz in Belgie).
In einem Porträt 1967 nannte er als Vorlieben im Jazz Bix Beiderbecke, Stan Getz, Clifford Brown, Max Roach, Elvin Jones sowie außerhalb Piet Mondrian, die Kunst um 1900, Blaise Cendrars, Ben Turpin, die Charlie Brown Comics und Hummercocktail (Bisque de Homard). Neben Jazz sammelte er auch Gegenstände aus der Minstrel-Ära des 19. Jahrhunderts und Ausgaben von Uncle Tom´s Cabin.

## Wirkung
2002 erwarb die König Baudouin Stiftung (Koning Boudewijnstichting) den Nachlass mit seiner umfangreichen Jazzsammlung (mit über 7000 Platten), die nun im Musée des Instruments Musique in Brüssel ist. Darunter ist auch die erste Jazz-Plattenveröffentlichung (Original Dixieland Jass Band, Victor 1917) und seltene belgische Musikzeitschriften aus der ersten Hälfte des 20. Jahrhunderts. Aus der Plattensammlung wurde 2003 die 2-CD-Box Jazz in Little Belgium herausgegeben.
2001 erhielt er postum bei den Preisverleihungen des belgischen Django d’Or den Spezialpreis.

## Schriften
- Jazz in Little Belgium, Brüssel, Editions Sigma 1967 (518 Seiten, viele Illustrationen)
- Belgian Jazz Discography, Brüssel 1999 (840 Seiten)[8]